# Patrick Deubelbeiss

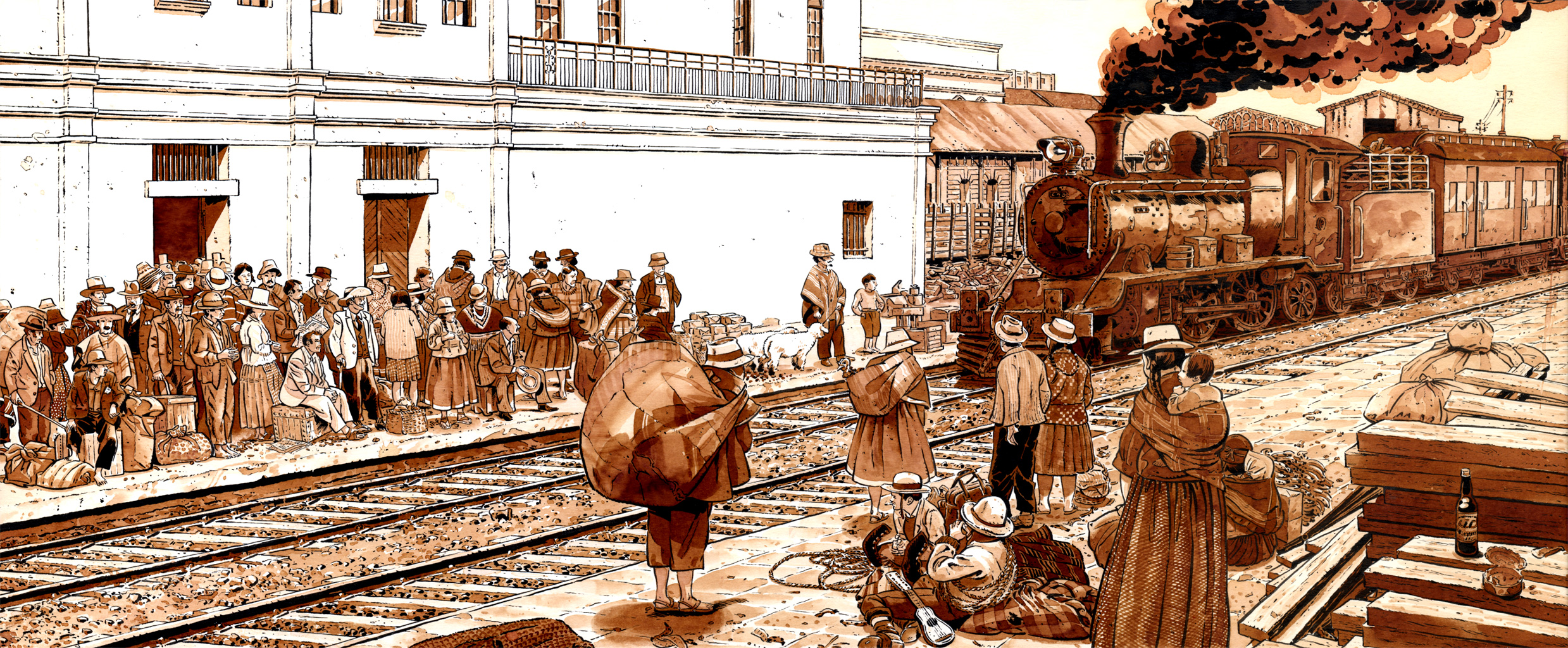
Le Transpatagonien

Patrick Deubelbeiss, né le 20 décembre 1959 à Lourdes, est un dessinateur de bande dessinée français.

## Œuvre

### Albums
- Les Chercheurs de Dieu, Centurion/Grain de soleil
  1.  Saint Vincent de Paul, Sœur Rosalie, Jean XXIII, scénario de Jean-Louis Fonteneau, Valérie Armand et François Dunois, dessins de Gaëtan Evrard, Philippe Chapelle et Patrick Deubelbeiss, 1995  (ISBN 2-227-61090-5)
- Les nouvelles aventures d'Ergün l'Errant, scénario de Benoît Peeters, Casterman
  1. Ergün mort ou vif, 1987  (ISBN 2-203-34101-7)
  2. Les jeux sont faits, 1988  (ISBN 2-203-34102-5)
- Germain Muller raconte Strasbourg - 2000 ans d'histoire, scénario de Germain Muller, Jérome Do Bentzinger Éditeur, 1988  (ISBN 2-906238-09-0)
- Le Monde perdu de Maple White, scénario d'A. Porot d'après l'œuvre éponyme d'Arthur Conan Doyle, Vents d'Ouest, collection Les incontournables de la littérature en BD
  1. Le Monde perdu de Maple White I, 2004  (ISBN 2-7493-0182-3)
  2. Le Monde perdu de Maple White II, 2005  (ISBN 2-7493-0235-8)
- Les Mondes perdus de Conan Doyle, scénario de Laurence Tramaux, Casterman, collection Ligne d'horizon
  1. Le Mystère de Baharia, 2008  (ISBN 978-2-203-00182-4)
  2. Le Royaume des morts, 2009  (ISBN 978-2-203-00777-2)
- Le Transpatagonien - Voyage dans l'insolite et dans la peur, scénario de Benoît Peeters, Casterman, 1989  (ISBN 2-203-38014-4)
- Une douleur si intense…, scénario de Laurence Tramaux, Éditions Module Étrange, 2006  (ISBN 2-351-98005-0)